# Sulcorebutia gemmae
Sulcorebutia gemmae là một loài thực vật có hoa trong họ Cactaceae. Loài này được Mosti & Rovida mô tả khoa học đầu tiên năm 2000.